# Sambuca
För andra betydelser, se Sambuca (olika betydelser).

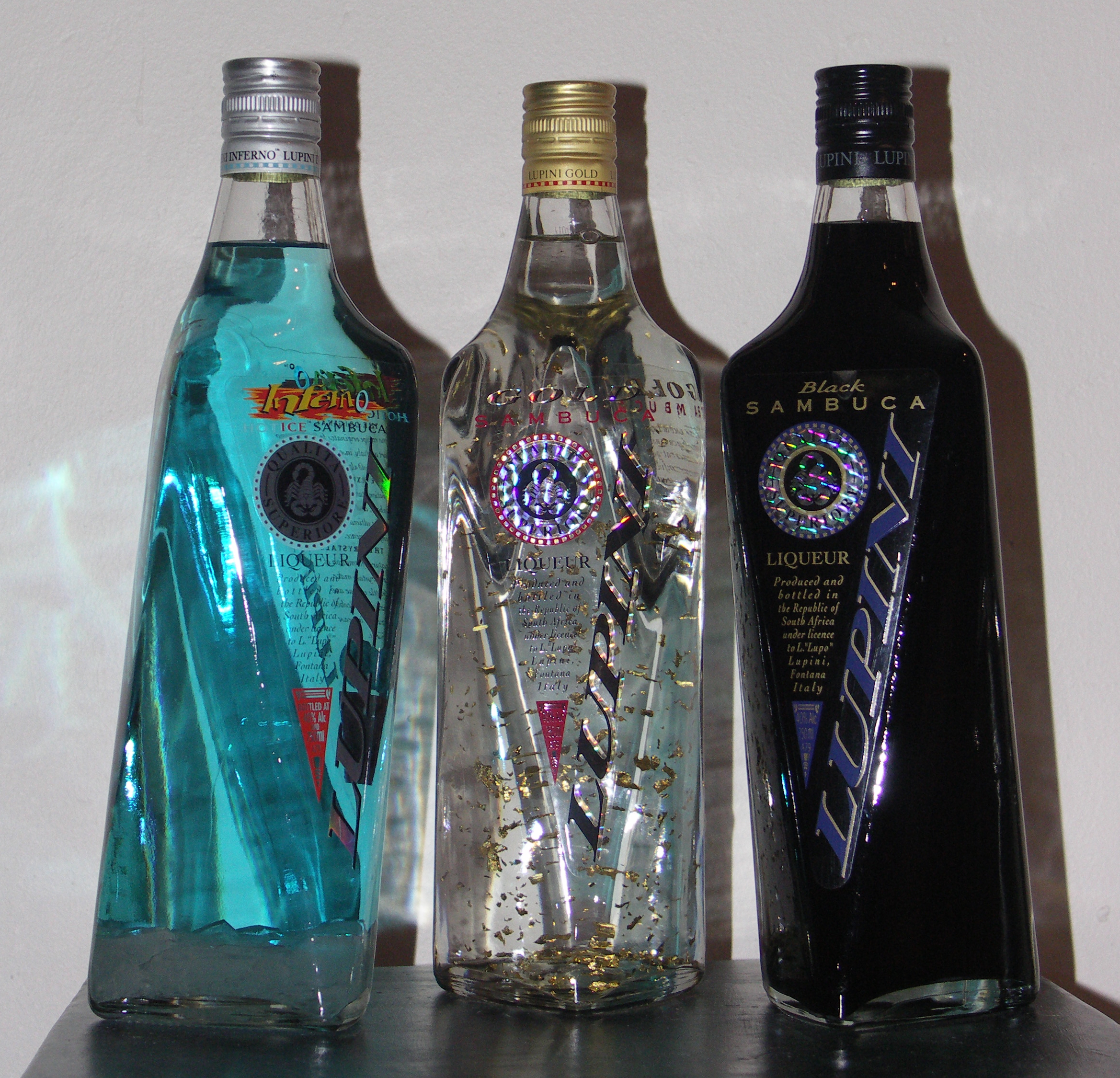

Sambuca är en örtlikör ifrån Italien. Har en tydlig smak av anis och fänkål. Vid serveringen läggs ofta 2-3 kaffebönor i glaset vilket benämns som Sambuca con mosca, kaffebönorna symboliserar flugor. Ibland antänds spriten och serveras brinnande.